# Gendarmstien

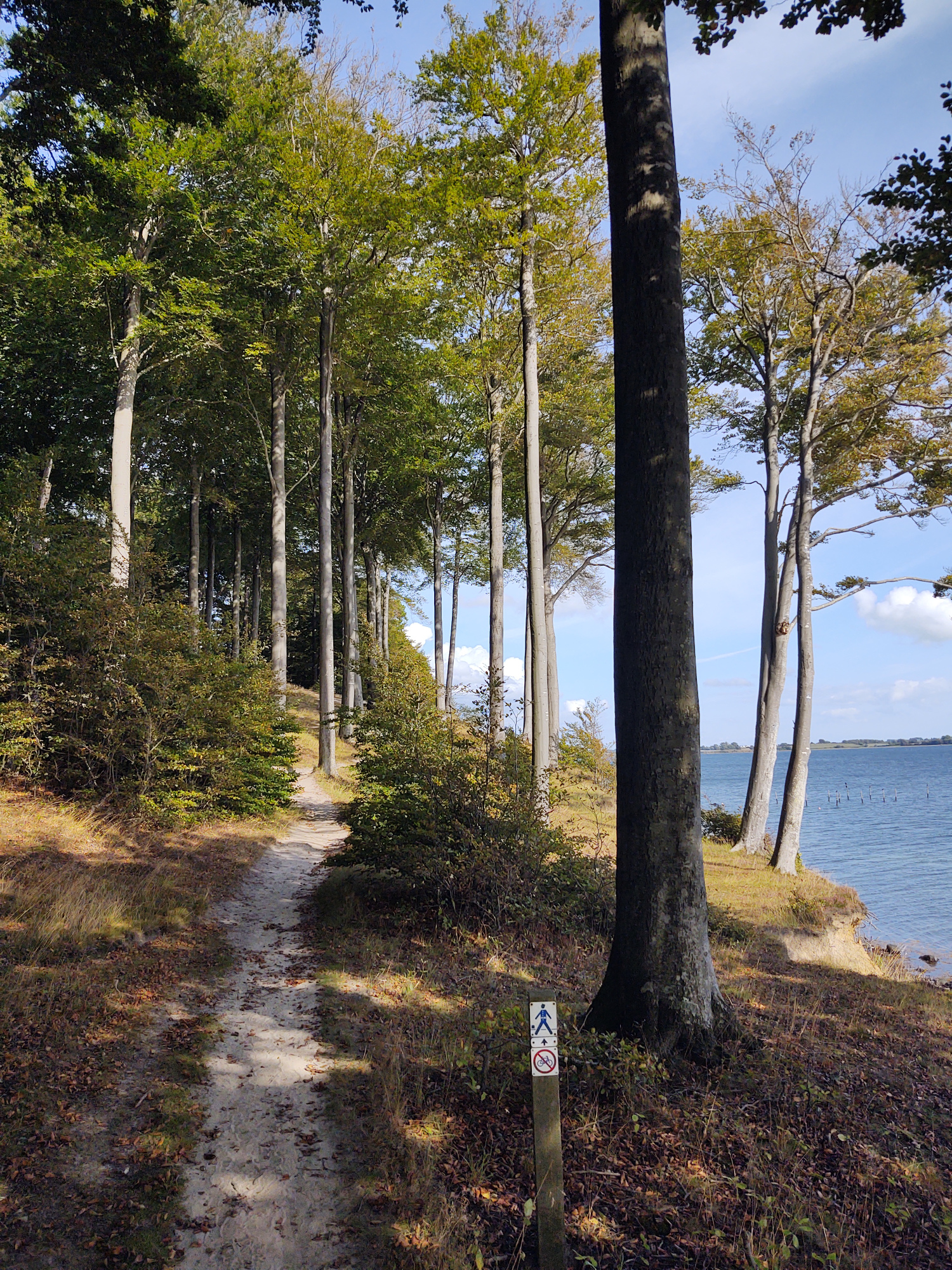
Gendarmstien

De Gendarmstien (Douanierspad) is een gemarkeerd langeafstandswandelpad in Denemarken op de noordelijke oever van de
Flensburger Förde. De route is 84 kilometer lang en doorkruist het oosten van het grensgebied met Duitsland. Het bewegwijzerde pad (blauwe douanier op wit bord) werd gecreëerd in de jaren 80, de laatste etappe in 2016. Plaatsen langs de route zijn Kruså, Kollund, Sønderhav, Stranderød, Sandager, Egernsund, Rendbjerg, Brunsnæs, Kragesand, Stensigmose, Sønderborg, Høruphav en Skovby. 